# North Carrollton
North Carrollton é uma cidade  localizada no estado americano de Mississippi, no Condado de Carroll.

## Demografia
Segundo o censo americano de 2000, a sua população era de 499 habitantes.
Em 2006, foi estimada uma população de 470, um decréscimo de 29 (-5.8%).

## Geografia
De acordo com o United States Census Bureau tem uma área de
0,8 km², dos quais 0,8 km² cobertos por terra e 0,0 km² cobertos por água. North Carrollton localiza-se a aproximadamente 88 m acima do nível do mar.

## Localidades na vizinhança
O diagrama seguinte representa as localidades num raio de 28 km ao redor de North Carrollton.